# Trisateles
Trisateles es un género monotípico  de lepidópteros de la familia Erebidae. Su única especie,  Trisateles emortualis (Schiffermüller, 1775) se encuentra en la mayor parte de Europa, al este de Siberia, el norte de Irán y China.
Tiene una envergadura de 29 a 35 mm. La polilla vuela de junio a julio, dependiendo de la ubicación, y la especie pasa el invierno como pupa.
Las larvas se alimentan de especies de Quercus, Fagus, Carpinus y Rubus. Las larvas prefieren las hojas marchitas y  caídas.

## Sinonimia
- Pyralis emortualis (Schiffermüller, 1775)
- Crambus emortuatus (Haworth, 1809)